# ヘッドライト (新沼謙治の曲)
『ヘッドライト』は、1977年2月1日に発売された新沼謙治の4枚目のシングル。

## 解説
- 作詞は阿久悠、作曲は徳久広司。
- 新沼謙治の代表曲の一つであり、週間オリコンチャートでは新沼自身最高位と成る12位に上昇。更に1977年度のオリコン年間チャートでも第69位にランクされ、現時点で新沼自身最大のヒット曲と成る。
- この曲は、車で東京を離れて北の街へと行く男女の心境を、車のヘッドライトという部分に喩えられて仕上げられている。
- 新沼はこの曲で、前1976年末の「第27回NHK紅白歌合戦」（初出場・歌唱曲は『嫁に来ないか』）に続き、1977年末の「第28回NHK紅白歌合戦」へ、2年連続2回目の出場を果たした。
- 新沼自身は、本楽曲について「自分の曲で一番思い入れが強い曲」と読売新聞のインタビューで語っている[1] 。

## 収録曲
- 両楽曲共に、作詞：阿久悠／編曲：森岡賢一郎

1. ヘッドライト (3分35秒)
作曲：徳久広司
2. おもかげ (3分26秒)
作曲：浜圭介

## カバー
- 石川さゆり（1977年6月25日、アルバム「能登半島」収録）
- 北山たけし（2006年7月26日、アルバム「夢」収録）